# مو سيزلاك
مو سيزلاك هو شخصية خيالية في المسلسل الأمريكي ذا سيمبسونز، يؤدي صوته الممثل الأمريكي هانك آزاريا.